# Imling
Imling és un municipi francès, situat al departament del Mosel·la i a la regió del Gran Est. L'any 2007 tenia 686 habitants.

## Demografia

### Població
El 2007 la població de fet d'Imling era de 686 persones. Hi havia 288 famílies, de les quals 72 eren unipersonals (28 homes vivint sols i 44 dones vivint soles), 88 parelles sense fills, 96 parelles amb fills i 32 famílies monoparentals amb fills.
La població ha evolucionat segons el següent gràfic:
Habitants censats

### Habitatges
El 2007 hi havia 320 habitatges, 293 eren l'habitatge principal de la família, 6 eren segones residències i 21 estaven desocupats. 248 eren cases i 72 eren apartaments. Dels 293 habitatges principals, 204 estaven ocupats pels seus propietaris, 87 estaven llogats i ocupats pels llogaters i 2 estaven cedits a títol gratuït; 4 tenien una cambra, 17 en tenien dues, 36 en tenien tres, 58 en tenien quatre i 178 en tenien cinc o més. 255 habitatges disposaven pel capbaix d'una plaça de pàrquing. A 137 habitatges hi havia un automòbil i a 129 n'hi havia dos o més.

### Piràmide de població
La piràmide de població per edats i sexe el 2009 era:
| Homes | Edats   | Dones |
| ----- | ------- | ----- |
| 0     | 95 o +  | 0     |
| 0     | 90 a 94 | 4     |
| 0     | 85 a 89 | 0     |
| 0     | 80 a 84 | 0     |
| 0     | 75 a 79 | 8     |
| 4     | 70 a 74 | 12    |
| 20    | 65 a 69 | 20    |
| 24    | 60 a 64 | 28    |
| 20    | 55 a 59 | 16    |
| 24    | 50 a 54 | 36    |
| 0     | 45 a 49 | 4     |
| 24    | 40 a 44 | 12    |
| 36    | 35 a 39 | 36    |
| 28    | 30 a 34 | 32    |
| 32    | 25 a 29 | 28    |
| 8     | 20 a 24 | 16    |
| 28    | 15 a 19 | 20    |
| 20    | 10 a 14 | 20    |
| 40    | 5 a 9   | 8     |
| 16    | 0 a 4   | 24    |

## Economia
El 2007 la població en edat de treballar era de 455 persones, 340 eren actives i 115 eren inactives. De les 340 persones actives 314 estaven ocupades (163 homes i 151 dones) i 26 estaven aturades (10 homes i 16 dones). De les 115 persones inactives 42 estaven jubilades, 39 estaven estudiant i 34 estaven classificades com a «altres inactius».

### Ingressos
El 2009 a Imling hi havia 294 unitats fiscals que integraven 700 persones, la mediana anual d'ingressos fiscals per persona era de 18.256 €.

### Activitats econòmiques
Dels 28 establiments que hi havia el 2007, 1 era d'una empresa extractiva, 1 d'una empresa de fabricació de material elèctric, 1 d'una empresa de fabricació d'altres productes industrials, 6 d'empreses de construcció, 7 d'empreses de comerç i reparació d'automòbils, 2 d'empreses de transport, 1 d'una empresa d'hostatgeria i restauració, 3 d'empreses financeres, 2 d'empreses immobiliàries i 4 d'empreses de serveis.
Dels 7 establiments de servei als particulars que hi havia el 2009, 1 era un taller de reparació d'automòbils i de material agrícola, 1 paleta, 1 guixaire pintor, 1 fusteria, 1 lampisteria, 1 empresa de construcció i 1 restaurant.
Dels 2 establiments comercials que hi havia el 2009, 1 era un hipermercat i 1 una botiga d'electrodomèstics.
L'any 2000 a Imling hi havia 8 explotacions agrícoles que ocupaven un total de 472 hectàrees.

## Equipaments sanitaris i escolars
El 2009 hi havia 1 escola maternal i 1 escola elemental.

## Poblacions més properes
El següent diagrama mostra les poblacions més properes.